# Alfred Bengsch
Alfred Bengsch, né le 10 septembre 1921 à Berlin et mort le 13 décembre 1979 à Berlin-Est, est un cardinal allemand, ancien archevêque de Berlin.

## Biographie
Alfred Bengsch naît dans une famille modeste, son père Leo étant facteur. Après le Gymnasium jésuite, Alfred Bengsch étudie la théologie à Fulda en 1940-1941, mais il est enrôlé comme soldat de la Wehrmacht pendant l'année scolaire 1941. Il passe dix-huit mois en tant que prisonnier de l'armée américaine d'août 1944 à 1946. il reprend alors ses études de théologie, jusqu'en 1950 à Neuzelle et il est ordonné prêtre, le 2 avril 1950, par le cardinal Konrad von Preysing. Il est d'abord vicaire à Berlin jusqu'en 1954, puis il est envoyé poursuivre ses études à Munich et à Erfurt et il devient docteur en théologie en 1956. Il continue ensuite ses études de dogmatique et d'homilétique à Neuzelle, tout en étant professeur au séminaire de Neuzelle. Il est ensuite en 1959 régent au séminaire d'Erfurt. Quelques mois plus tard, le 2 mai 1959, le pape Jean XXIII le nomme évêque in partibus de Tubia (de), puis évêque auxiliaire de Berlin avec siège à Berlin-Est.
Il est consacré des mains du cardinal Julius Döpfner (1913-1976) avec comme co-consécrateurs Friedrich Maria Rintelen (de) et Otto Spülbeck (de), le 11 juin 1959, et lui succède deux ans plus tard, en tant qu'évêque de Berlin. La capitale est-allemande est alors coupée de l'Ouest depuis trois jours par le mur de Berlin, un peu plus tard le diocèse de Berlin est élevé au rang d'archidiocèse. La résidence de l'archevêque se trouve à Berlin-Est et Mgr Bengsch reçoit des autorités est-allemandes la permission d'une visite par mois de trois jours à Berlin-Ouest. Mgr Bengsch prend part au concile Vatican II à Rome entre 1962 et 1965. Il est considéré comme conservateur.
Mgr Bengsch est nommé cardinal-prêtre le 26 juin 1967 par Paul VI, étant titulaire de l'église romaine Saint-Philippe-Néri in Eurosia. C'est à l'époque le cardinal le plus jeune.
Le cardinal Bengsch meurt d'un cancer à l'âge de cinquante-huit ans. Il est enterré à la cathédrale Sainte-Edwige de Berlin.

## Succession apostolique
Alfred Bengsch a ordonné les évêques suivants :
- Évêque Hugo Aufderbeck (de) (1962)
- Évêque Gerhard Schaffran (de) (1963)
- Évêque Heinrich Theissing (de) (1963)
- Évêque Johannes Kleineidam (de) (1970)